# Jadwiga Rappé
Pour les articles homonymes, voir Rappe.
Jadwiga Rappé, née le 24 février 1952 à Toruń en Pologne et morte le 16 mai 2025, à Varsovie, est une artiste lyrique polonaise (alto). 

## Biographie
Jadwiga Rappé a commencé sa carrière au Grand Théâtre de Varsovie et a joué plusieurs rôles importants dans de très grands opéras, tel que le Deutsche Oper Berlin ou le Royal Opera House de Londres.
Elle a participé à de nombreux festivals internationaux, dont : le Festival de Salzbourg, le Maggio Musicale Fiorentino, le Międzynarodowy Festiwal Wratislavia Cantans (Wrocław) ou le Warszawska Jesień (Varsovie).

## Discographie
- Coopération avec le Quatuor Silésien de Katowice.
- Discographie complète sur le site de l'artiste

## Opéras
- de 1988 à 1991:
  - Der Ring des Nibelungen de Richard Wagner, dans le rôle de Erda, avec l'Orchestre symphonique de la Radiodiffusion bavaroise dirigé par Bernard Haitink

## Récompenses et distinctions
- 1er prix du Concours international Jean-Sébastien-Bach en 1980.
- Prix Fryderyk, catégorie Musique classique
  - Quatre récompenses, neuf nominations :
    - 2001 : Album contemporain de l'année pour Missa pro pace - Wojciech Kilar
    - 2001 : Album vocal de l'année pour Duety rosyjskie
    - 2004 : Album vocal de l'année pour Lutosławski – Pieśni
    - 2011 : Album contemporain de l'année pour Maciejewski – Requiem Missa Pro Defunctis